# Limulatys
Limulatys is een geslacht van weekdieren uit de klasse van de Gastropoda (slakken).

## Soorten
- Limulatys lacrimula (Laws, 1939) †
- Limulatys muscarius (Gould, 1859)
- Limulatys okamotoi (Habe, 1952)
- Limulatys ooformis (Habe, 1964)
- Limulatys perforatus (Thiele, 1925)
- Limulatys reliquus Iredale, 1936
- Limulatys tortuosus (A. Adams, 1850)